# Tustaca
Una tustaca es — de acuerdo con la Real Academia Española — una «variedad de tortilla dulce y dura, hecha de harina de maíz maduro, manteca y sal, cubierta de caramelo o miel». Su lugar de origen se relaciona en el occidente de Honduras y forma parte de la Gastronomía de Honduras

## Etimología
Se cree que la palabra tustaca proviene de los vocablos náhuatl «tutumuch» (tusa) y «takat» (hombre), y que se puede interpretar como «pan para hombre hecho en tusa».

## Elaboración y consumo
Las tustacas se suelen elaborar con una base de maíz, cuajada y rapadura de dulce. Las tustacas se suelen consumir con café caliente durante el desayuno o por la tarde para merendar.